# Николай Свечников
Николай Свечников е роден в Руската империя спортист и треньор по фехтовка. Треньор е в продължение на 60 години, като е наставник на няколко поколения състезатели на сабя, включително Асен Дяковски, Емил Атанасов, Борис Ставрев, Жеко Спиридонов, Васил и Христо Етрополски.
На негово име са кръстени национален турнир по сабя и шпага. По инициатива на Васил Етрополски, Запрян Ванчев и техни съмишленици е създаден клубът по фехтовка „Свечников“.

## Биография
Потомък на дворянски род, Свечников пристига със семейството си в България на 6-годишна възраст. Занимава се с няколко вида спорт – лека атлетика, гимнастика, футбол. Като футболист е бил вратар на „Шипка“. Започва да се занимава с фехтовка през 1936 г. Завършил е ветеринарна медицина.
От 1941 до 1948 г. е преподавател във Френския колеж в София. През 1948 г. е един от съучредителите на Републиканския комитет по фехтовка. Треньорската му кариера преминава през „Септември“, „Академик“, ЦСКА и „Славия“. През 1961 г. е ограничен от властта от упражняване на всякаква дейност, свързана с фехтовката, но по-късно продължава да е треньор.
През 1972 г. в детската школа на Славия открива за големия спорт близнаците Васил и Христо Етрополски. В редовете на „белите“ израстват и фехтовачи като Николай Матеев, Николай Маринчешки, Георги Чомаков, Марин Иванов.
Умира на 11 май 1997 г. Посмъртно е обявен за почетен член на Българската федерация по фехтовка.